# Huacachina

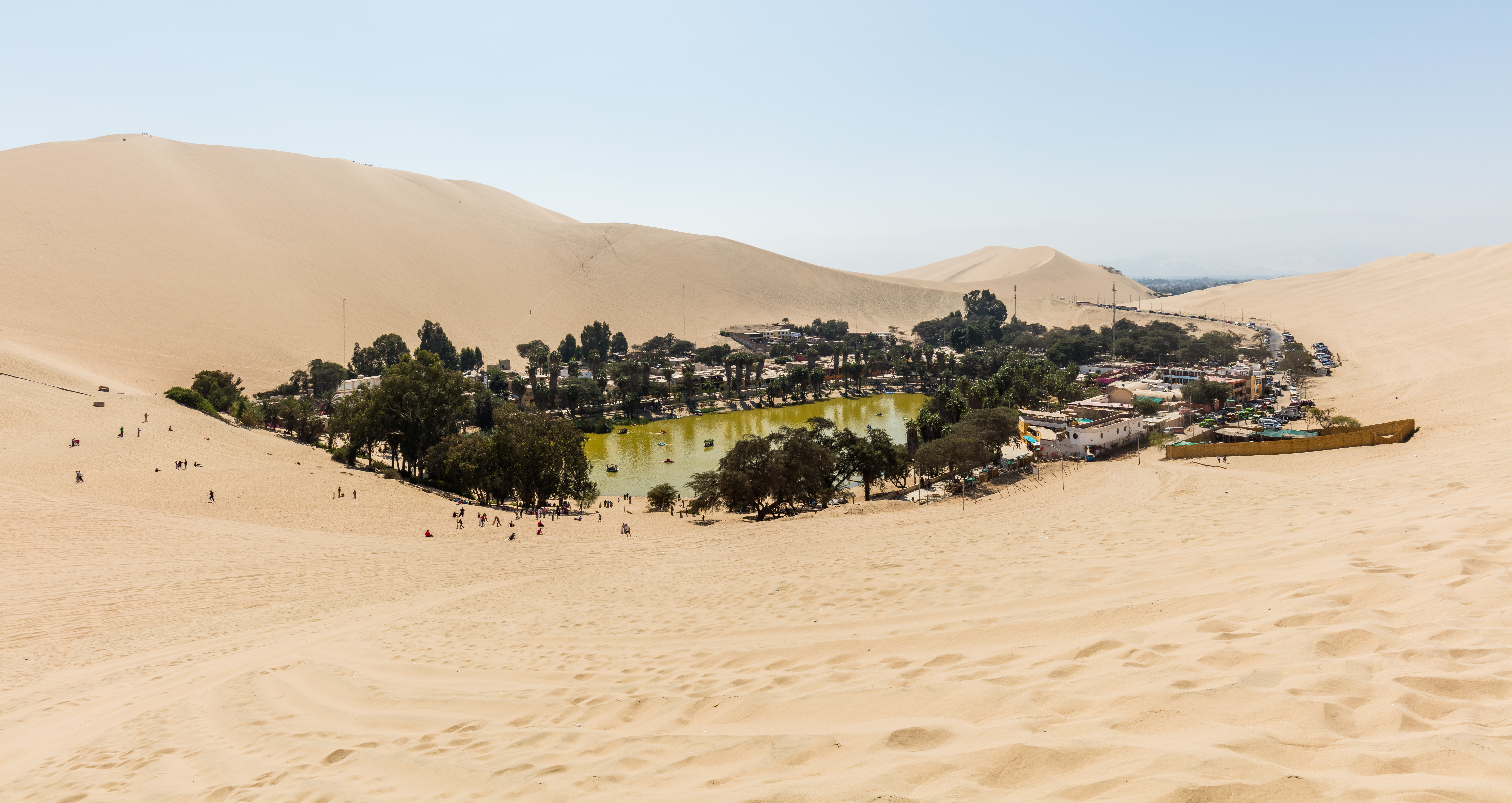
Huacachina, Peru

Huacachina é uma vila no sudoeste do Peru, construída em torno de um pequeno oásis cercado por dunas de areia. Está localizada na província de Ica, a cerca de cinco quilômetros da cidade de Ica, no distrito de Ica. O oásis está representado na parte de trás da nota de 50 do Nuevo Sol. Huacachina tem uma população permanente de cerca de 100 pessoas, embora hospede muitas dezenas de milhares de turistas a cada ano.
Huacachina foi construída em torno de um pequeno lago natural no deserto. Chamado de "oásis da América", ela serve como um resort para famílias locais da cidade vizinha de Ica e cada vez mais como uma atração para turistas atraídos pelos esportes de sandboard e passeios de bugue em dunas de areia que se estendem várias centenas de metros de altura.
Uma lenda local diz que a lagoa foi criada quando uma bela princesa nativa foi presa durante um banho por um jovem caçador. Ela fugiu, deixando a piscina de água em que ela se banhava tornar-se a lagoa. As dobras de seu manto, que se contorciam atrás dela enquanto ela corria, tornaram-se as dunas de areia ao redor da lagoa. E a própria mulher viveria no oásis como uma sereia.
Proprietários privados próximos ao oásis instalaram poços, o que reduziu o nível de água no oásis. Para compensar esta perda de água e preservar o oásis como um destino esteticamente agradável para os turistas, a cidade iniciou um processo artificial de bombeamento de água para o oásis.